# Pissange
Pissange (Luxemburgs: Pisseng, Duits: Pissingen) is een plaats in de gemeente Reckange-sur-Mess en het kanton Esch-sur-Alzette in Luxemburg.
Pissange telt 64 inwoners (2001).